# Demografía de Guayaquil
De acuerdo a los resultados del VI Censo de Población y V de Vivienda, realizado el 25 de noviembre de 2001, la población de la ciudad de Guayaquil era de 1 985 379 habitantes, la más poblada del país, y en el Cantón de Guayaquil se contabilizó una población de 2 039 789, también el más poblado del país. Entretanto, el VII Censo de Población y VI de Vivienda, llevado a cabo el 28 de noviembre de 2010, arrojó como resultado para la ciudad de Guayaquil una población de 2 291 158 habitantes, y para el cantón homónimo la cifra fue de 2 350 915, siendo la ciudad, y el cantón, más poblados del Ecuador.
| Evolución demográfica de la ciudad de Guayaquil desde 1950                              |
|                                                                                         |
| Instituto Nacional Estadística y Censos de Ecuador - Elaboración gráfica por Wikipedia. |

| Evolución de la población de la ciudad de Guayaquil En relación con la provincia del Guayas y el cantón Guayaquil |                      |                     |                     |
| Censos | Provincia del Guayas | Cantón de Guayaquil | Ciudad de Guayaquil |
| 1950 | 582.144              | 331.942             | 258.966             |
| 1962 | 979.223              | 567.895             | 510.804             |
| 1974 | 1.512.333            | 907.013             | 823.219             |
| 1982 | 2.038.454            | 1.328.005           | 1.199.344           |
| 1990 | 2.515.146            | 1.570.396           | 1.508.444           |
| 2001 | 3.309.034            | 2.039.789           | 1.985.379           |
| 2010 | 3.645.483            | 2.350.915           | 2.291.158           |
| Fuente: Instituto Nacional de Estadísticas y Censos                                                               |                      |                     |                     |

| Crecimiento porcentual poblacional de la ciudad de Guayaquil En relación con la provincia del Guayas y el cantón Guayaquil |                      |                  |                     |
| Censos | Provincia del Guayas | Cantón Guayaquil | Ciudad de Guayaquil |
| 1950-1962 | 4,34%                | 4,49%            | 5,67%               |
| 1962-1974 | 3,77%                | 4,06%            | 4,14%               |
| 1974-1982 | 3,52%                | 4,50%            | 4,44%               |
| 1982-1990 | 2,63%                | 2,10%            | 2,87%               |
| 1990-2001 | 2,49%                | 2,38%            | 2,50%               |
| 2001-2010 | 1,12%                | 1,69%            | 1,71%               |
| Fuente: Instituto Nacional de Estadísticas y Censos                                                                        |                      |                  |                     |

## Población por sexo
| Población por sexo, tasa de crecimiento en relación con Guayas y la Ciudad de Guayaquil                                                                                       |           |      |           |      |           |      |             |                  |
| Localidad | Total     | CTA% | Hombres   | %    | Mujeres   | %    | IM(H/M)*100 | Provincia/Cantón |
| Guayas | 3.309.034 | 2,5  | 1.648.398 | 49,8 | 1.660.636 | 50,2 | 99,3        | 100,0            |
| Guayaquil | 2.039.789 | 2,4  | 999.191   | 49   | 1.040.598 | 51   | 96          | 61,6             |
| * TCA = Tasa de Crecimiento Anual del período 1990 - 2001, Cantón Guayaquil = 61,6 % de la población de la provincia. IM = Índice de Masculinidad, H = Hombres, M = Mujeres . |           |      |           |      |           |      |             |                  |

## Población económicamente activa
| Población Económicamente Activa de la Ciudad de Guayaquil por sectores económicos |           |       |                 |                   |                  |                 |                  |
| Localidad                                                                         | 'Total    | %     | Sector Primario | Sector Secundario | Sector Terciario | No especificado | Trabajador nuevo |
| Guayas                                                                            | 1.220.389 | 100,0 | 203.766         | 211.442           | 647.500          | 147.745         | 9.936            |
| Guayaquil                                                                         | 780.268   | 63,9  | 34.467          | 151.019           | 481.097          | 106.798         | 6.887            |

## Mujeres y niños
| Relación poblacional en Niños y Mujeres en Guayas Promedio de hijos nacidos vivos tenidos por las mujeres durante toda su vida. |                        |                    |                          |
| Áreas | Hijos nacidos con vida | Población femenina | Número promedio de hijos |
| CENSO 1990 (15 años y +) |                        |                    |                          |
| Urbano | 1.551.310              | 646.379            | 2,4                      |
| Rural | 582.057                | 166.302            | 3,5                      |
| Total | 2.133.367              | 812.681            | 2,7                      |
| CENSO 1990 (15 años y +) |                        |                    |                          |
| Urbano | 2.287.556              | 1.055.450          | 2,2                      |
| Rural | 576.525                | 204.136            | 2,8                      |
| Total | 2.864.081              | 1.259.586          | 2,3                      |